# Mistrovství Československa v orientačním běhu 1976
Mistrovství Československé socialistické republiky v orientačním běhu proběhlo v roce 1976 ve třech individuálních a jedné týmové disciplíně.

## Mistrovství ČSSR v nočním OB
| Datum závodu   | 18. 9. 1976            |  | Místo konání    | Nový Bor              |  | Pořadatel       | OK Jiskra Nový Bor      |
| Ředitel závodu | Jaroslav Křtěnský st.  |  | Hlavní rozhodčí | Jaroslav Křtěnský ml. |  | Stavitelé tratí | Petr Uher, Josef Rančák |
| Název mapy     | Nový Bor 18. září 1976 |  | Web závodu      |                       |  | Výsledky závodu |                         |

| Zkrácené výsledky             | Zkrácené výsledky           | Zkrácené výsledky               | Zkrácené výsledky       | Zkrácené výsledky       | Zkrácené výsledky | Zkrácené výsledky       | Zkrácené výsledky            | Zkrácené výsledky       | Zkrácené výsledky       |
| Pořadí                        | H21 – muži                  | H21 – muži                      | H21 – muži              | H21 – muži              | Pořadí            | D21 – ženy              | D21 – ženy                   | D21 – ženy              | D21 – ženy              |
| ----------------------------- | --------------------------- | ------------------------------- | ----------------------- | ----------------------- | ----------------- | ----------------------- | ---------------------------- | ----------------------- | ----------------------- |
| Zlatá medaile                 | Miloslav Lukavec            | OOB TJ Tatran Jablonec n. N.    | 1:17:14                 |                         | Zlatá medaile     | Anna Coufalíková        | TJ Gottwaldov                | 1:02:49                 |                         |
| Stříbrná medaile              | Jiří Ticháček               | KOB Dobruška                    | 1:19:32                 | +2:18                   | Stříbrná medaile  | Eva Děkanová            | Slavia Liberec orienteering  | 1:10:39                 | +7:50                   |
| Bronzová medaile              | Josef Borůvka               | USK Praha                       | 1:22:41                 | +5:27                   | Bronzová medaile  | Vanda Prysczová         | TJ TŽ Třinec                 | 1:13:10                 | +10:21                  |
| 4                             | Oldřich Pilc                | KOS TJ Lokomotiva Krnov         | 1:26:06                 | +8:52                   | 4                 | Ivana Korbášová         | TJ TŽ Třinec                 | 1:14:51                 | +12:02                  |
| 5                             | Břetislav Starý             | TJ Baník Ostrava OKD            | 1:34:11                 | +16:57                  | 5                 | Jindra Kozelková        | TJ Lokomotiva Chomutov       | 1:14:54                 | +12:05                  |
| 6                             | Jiří Cabrnoch               | VSK ČVUT Fakulta Stavební Praha | 1:34:40                 | +17:26                  | 6                 | Naděžda Hořínková       | TJ Gottwaldov                | 1:17:00                 | +14:11                  |
| 7                             | Vladimír Kopaničák          | TJ Slávia VŠT Košice            | 1:37:58                 | +20:44                  | 7                 | Eva Kodytková           | SOOB Spartak Rychnov n.Kn.   | 1:19:00                 | +16:11                  |
| 8                             | Lubomír Nečas               | VŠZ Brno                        | 1:38:21                 | +21:07                  | 8                 | Eva Strnadlová          | KOB Směr Kroměříž            | 1:22:01                 | +19:12                  |
| 9                             | Antonín Bartoš              | OOB Vamberk                     | 1:40:39                 | +23:25                  | 9                 | Margita Szabová         | KOB Baník Sokolov            | 1:23:20                 | +20:31                  |
| 10                            | Antonín Sklenář Pavel Dudík | Lokomotiva Olomouc VŠZ Brno     | 1:40:45                 | +23:31                  | 10                | Blanka Kolajová         | SOB Olomouc (Slávia Olomouc) | 1:33:40                 | +30:51                  |
| Pořadí                        | H19 – junioři               | H19 – junioři                   | H19 – junioři           | H19 – junioři           | Pořadí            | D19 – juniorky          | D19 – juniorky               | D19 – juniorky          | D19 – juniorky          |
| Zlatá medaile                 | Ivan Hertel                 | TJ Gottwaldov                   |                         |                         | Zlatá medaile     | Vladimíra Hudečková     | TJ Tesla Brno                |                         |                         |
| Pořadí                        | H17 – starší dorostenci     | H17 – starší dorostenci         | H17 – starší dorostenci | H17 – starší dorostenci | Pořadí            | D17 – starší dorostenky | D17 – starší dorostenky      | D17 – starší dorostenky | D17 – starší dorostenky |
| Zlatá medaile                 | Miroslav Konopáč            | TJ Jičín                        |                         |                         | Zlatá medaile     | Blanka Šrámková         | TJ Jiskra Nový Bor           |                         |                         |
| Pořadí                        | H15 – mladší dorostenci     | H15 – mladší dorostenci         | H15 – mladší dorostenci | H15 – mladší dorostenci | Pořadí            | D15 – mladší dorostenky | D15 – mladší dorostenky      | D15 – mladší dorostenky | D15 – mladší dorostenky |
| Zlatá medaile                 | Zbyněk Pospíšek             | TJ Tesla Brno                   |                         |                         | Zlatá medaile     | Jiřina Macounová        | TJ Praga Praha               |                         |                         |
| << předchozí • následující >> |                             |                                 |                         |                         |                   |                         |                              |                         |                         |

Souhrnné informace naleznete v článku Mistrovství Československa v nočním orientačním běhu.

## Mistrovství ČSSR jednotlivců (klasická trať)
| Datum závodu   | 2. 10. 1976    |  | Místo konání    | Lučenec            |  | Pořadatel       | Lučenec                                                             |
| Ředitel závodu | Štefan Hudaček |  | Hlavní rozhodčí | František Reiprich |  | Stavitelé tratí | Stano Nosáľ, Ivan Brada, Kamil Beniač, Ľudo Šmělík, Dušan Brutovský |
| Název mapy     |                |  | Web závodu      |                    |  | Výsledky závodu |                                                                     |

| Zkrácené výsledky             | Zkrácené výsledky       | Zkrácené výsledky                 | Zkrácené výsledky       | Zkrácené výsledky       | Zkrácené výsledky | Zkrácené výsledky       | Zkrácené výsledky                 | Zkrácené výsledky       | Zkrácené výsledky       |
| Pořadí                        | H21 – muži              | H21 – muži                        | H21 – muži              | H21 – muži              | Pořadí            | D21 – ženy              | D21 – ženy                        | D21 – ženy              | D21 – ženy              |
| ----------------------------- | ----------------------- | --------------------------------- | ----------------------- | ----------------------- | ----------------- | ----------------------- | --------------------------------- | ----------------------- | ----------------------- |
| Zlatá medaile                 | Zdeněk Lenhart          | VŠZ Brno                          | 1:30:22                 |                         | Zlatá medaile     | Renata Vlachová         | VSK VŠB TU Ostrava                | 49:29                   |                         |
| Stříbrná medaile              | Evžen Cigoš             | VŠZ Brno                          | 1:32:46                 | +2:24                   | Stříbrná medaile  | Dana Ticháčková         | VŠZ Brno                          | 52:38                   | +3:09                   |
| Bronzová medaile              | Jiří Ticháček           | KOB Dobruška                      | 1:33:07                 | +2:45                   | Bronzová medaile  | Naděžda Hořínková       | TJ Gottwaldov                     | 54:14                   | +4:45                   |
| 4                             | Emil Gregořica          | TJ Opava                          | 1:33:19                 | +2:57                   | 4                 | Anna Handzlová          | TJ TŽ Třinec                      | 59:53                   | +10:24                  |
| 5                             | Štefan Máj              | TJ Slávia Farmaceut Bratislava    | 1:34:37                 | +4:15                   | 5                 | Dagmar Slaninová        | USK Praha                         | 1:01:48                 | +12:19                  |
| 6                             | Jaroslav Kačmarčík      | TJ TŽ Třinec                      | 1:36:22                 | +6:00                   | 6                 | Věra Babáková           | TJ Lokomotiva Ingstav Brno        | 1:03:40                 | +14:11                  |
| 7                             | Jaroslav Jašek          | VSK VŠB TU Ostrava                | 1:37:15                 | +6:53                   | 7                 | Marie Rohovská          | Slávia Žilinská univerzita Žilina | 1:04:02                 | +14:33                  |
| 8                             | Jaroslav Rapant         | VŠLD Zvolen                       | 1:40:16                 | +9:54                   | 8                 | Zdena Strnadlová        | KOB Směr Kroměříž                 | 1:07:31                 | +18:02                  |
| 9                             | Vladimír Kopaničák      | TJ Slávia VŠT Košice              | 1:40:28                 | +10:06                  | 9                 | Blanka Kolajová         | SOB Olomouc (Slávia Olomouc)      | 1:08:20                 | +18:51                  |
| 10                            | Jaroslav Hořínek        | KOB Dobruška                      | 1:41:17                 | +10:55                  | 10                | Dagmar Lučanová         | SOB Olomouc (Slávia Olomouc)      | 1:09:05                 | +19:36                  |
| Pořadí                        | H19 – junioři           | H19 – junioři                     | H19 – junioři           | H19 – junioři           | Pořadí            | D19 – juniorky          | D19 – juniorky                    | D19 – juniorky          | D19 – juniorky          |
| Zlatá medaile                 | Jaromír Stonawski       | TJ TŽ Třinec                      | 56:45                   |                         | Zlatá medaile     | Vladimíra Hudečková     | TJ Tesla Brno                     | 54:30                   |                         |
| Stříbrná medaile              | Ivan Hertel             | TJ Gottwaldov                     | 59:39                   | +2:54                   | Stříbrná medaile  | Danuta Kowolovská       | TJ TŽ Třinec                      | 57:53                   | +3:23                   |
| Bronzová medaile              | Rudolf Nečas            | TJ Gottwaldov                     | 1:02:02                 | +5:17                   | Bronzová medaile  | Dagmar Balcarová        | Slavia Liberec orienteering       | 1:13:57                 | +19:27                  |
| Pořadí                        | H17 – starší dorostenci | H17 – starší dorostenci           | H17 – starší dorostenci | H17 – starší dorostenci | Pořadí            | D17 – starší dorostenky | D17 – starší dorostenky           | D17 – starší dorostenky | D17 – starší dorostenky |
| Zlatá medaile                 | Jaroslav Piják          | Slávia Žilinská univerzita Žilina | 42:21                   |                         | Zlatá medaile     | Ada Kuchařová           | TJ Tesla Brno                     | 26:30                   |                         |
| Stříbrná medaile              | Pavol Irip              | Lokomotíva Bratislava             | 43:06                   | +0:45                   | Stříbrná medaile  | Kateřina Keclíková      | KOB Kladno                        | 29:54                   | +3:24                   |
| Bronzová medaile              | Libor Hrnčíř            | TJ Gottwaldov                     | 45:58                   | +3:37                   | Bronzová medaile  | Jana Alberová           | OK Jiskra Nový Bor                | 33:00                   | +6:30                   |
| Pořadí                        | H15 – mladší dorostenci | H15 – mladší dorostenci           | H15 – mladší dorostenci | H15 – mladší dorostenci | Pořadí            | D15 – mladší dorostenky | D15 – mladší dorostenky           | D15 – mladší dorostenky | D15 – mladší dorostenky |
| Zlatá medaile                 | Petr Štambach           | USK Praha                         | 31:51                   |                         | Zlatá medaile     | Iva Lázničková          | TJ Gottwaldov                     | 28:08                   |                         |
| Stříbrná medaile              | Milan Hrčka             | OK Lokomotiva Pardubice           | 32:08                   | +0:17                   | Stříbrná medaile  | Jiřina Macounová        | SK Praga                          | 28:40                   | +0:32                   |
| Bronzová medaile              | František Ille          | OK Jiskra Nový Bor                | 33:46                   | +1:55                   | Bronzová medaile  | Soňa Pospíchalová       | OK Jiskra Nový Bor                | 28:47                   | +0:39                   |
| << předchozí • následující >> |                         |                                   |                         |                         |                   |                         |                                   |                         |                         |

Souhrnné informace naleznete v článku Mistrovství Československa v orientačním běhu na klasické trati.

## Mistrovství ČSSR štafet
| Datum závodu   | 3. 10. 1976    |  | Místo konání    | Lučenec            |  | Pořadatel       | Lučenec                                                             |
| Ředitel závodu | Štefan Hudaček |  | Hlavní rozhodčí | František Reiprich |  | Stavitelé tratí | Stano Nosáľ, Ivan Brada, Kamil Beniač, Ľudo Šmělík, Dušan Brutovský |
| Název mapy     |                |  | Web závodu      |                    |  | Výsledky závodu |                                                                     |

Souhrnné informace naleznete v článku Mistrovství Československa v orientačním běhu štafet.

## Mistrovství ČSSR na dlouhé trati
| Datum závodu   | 9. 10. 1976      |  | Místo konání    | Horní Pěna |  | Pořadatel       | Slovan Jindřichův Hradec |
| Ředitel závodu | Koblížek         |  | Hlavní rozhodčí | Ondruška   |  | Stavitelé tratí | Koblížek, Bartoš         |
| Název mapy     | Řasy, Bílá skála |  | Web závodu      |            |  | Výsledky závodu |                          |

| Zkrácené výsledky             | Zkrácené výsledky | Zkrácené výsledky               | Zkrácené výsledky | Zkrácené výsledky | Zkrácené výsledky | Zkrácené výsledky | Zkrácené výsledky | Zkrácené výsledky | Zkrácené výsledky |
| Pořadí                        | H21 – muži        | H21 – muži                      | H21 – muži        | H21 – muži        |                   |                   |                   |                   |                   |
| ----------------------------- | ----------------- | ------------------------------- | ----------------- | ----------------- | ----------------- | ----------------- | ----------------- | ----------------- | ----------------- |
| Zlatá medaile                 | Zdeněk Lenhart    | VŠZ Brno                        | 3:19:52           |                   |                   |                   |                   |                   |                   |
| Stříbrná medaile              | Jaroslav Hořínek  | KOB Dobruška                    | 3:28:19           | +8:27             |                   |                   |                   |                   |                   |
| Bronzová medaile              | Jiří Ticháček     | KOB Dobruška                    | 3:29:07           | +9:15             |                   |                   |                   |                   |                   |
| 4                             | Jiří Cabrnoch     | VSK ČVUT Fakulta Stavební Praha | 3:30:11           | +10:19            |                   |                   |                   |                   |                   |
| 5                             | Ondřej Herdegen   | VSK VŠB TU Ostrava              | 3:35:42           | +15:50            |                   |                   |                   |                   |                   |
| 6                             | Petr Uher         | OK Jiskra Nový Bor              | 3:45:00           | +25:08            |                   |                   |                   |                   |                   |
| 7                             | Ondřej Duda       | VSK ČVUT Fakulta Stavební Praha | 3:47:10           | +27:18            |                   |                   |                   |                   |                   |
| 8                             | Emil Gregořica    | TJ Opava                        | 3:47:51           | +27:59            |                   |                   |                   |                   |                   |
| 9                             | Evžen Cigoš       | VŠZ Brno                        | 3:49:32           | +29:40            |                   |                   |                   |                   |                   |
| 10                            | Oldřich Pilc      | KOS TJ Lokomotiva Krnov         | 3:49:54           | +30:02            |                   |                   |                   |                   |                   |
| << předchozí • následující >> |                   |                                 |                   |                   |                   |                   |                   |                   |                   |

Souhrnné informace naleznete v článku Mistrovství Československa v orientačním běhu na dlouhé trati.